# 60 metres llisos
Els 60 metres llisos és una competició d'atletisme habitual en campionats en pista coberta, mentre que és una distància inusual per a carreres a l'aire lliure. Normalment, la prova és dominada pels millors corredors de 100 metres llisos. Els 60 metres llisos van ser correguts oficialment als Jocs Olímpics de 1900 i de 1904.

## Rècords
- actualitzat a 4 de gener de 2019[1][2]

| Àrea                              | Homes     | Homes               | Homes           | Dones     | Dones                    | Dones                       |
| Àrea                              | Temps (s) | Atleta              | Nació           | Temps (s) | Atleta                   | Nació                       |
| --------------------------------- | --------- | ------------------- | --------------- | --------- | ------------------------ | --------------------------- |
| Àfrica                            | 6.45 A    | Leonard Myles-Mills | Ghana           | 6.97      | Murielle Ahouré          | Costa d'Ivori               |
| Àsia                              | 6.42      | Su Bingtian         | R.P. de la Xina | 7.09      | Susanthika Jayasinghe    | Sri Lanka                   |
| Europa                            | 6.42      | Dwain Chambers      | Regne Unit      | 6.92      | Irina Privalova          | Rússia                      |
| Amèrica del Nord, Central i Carib | 6.34 A    | Christian Coleman   | Estats Units    | 6.95      | Gail Devers Marion Jones | Estats Units · Estats Units |
| Oceania                           | 6.52      | Matthew Shirvington | Austràlia       | 7.30      | Sally McLellan           | Austràlia                   |
| Amèrica del Sud                   | 6.52      | José Carlos Moreira | Brasil          | 7.17      | Rosângela Santos         | Brasil                      |

A - Rècord fet en alçada

## Millors marques mundials

### Miillors marques masculines
- Actualitzat febrer de 2019.[3]

| Pos. | Temps (s) | Atleta              | Nació               | Data                     | Lloc             | Ref    |
| ---- | --------- | ------------------- | ------------------- | ------------------------ | ---------------- | ------ |
| 1    | 6.34 A    | Christian Coleman   | Estats Units        | 18 febrer 2018           | Albuquerque      | [ 4 ]  |
| 2    | 6.39      | Maurice Greene      | Estats Units        | 3 febrer 1998            | Madrid           |        |
| 2    | 6.39      | Maurice Greene      | Estats Units        | 3 març 2001              | Atlanta          |        |
| 3    | 6.40 A    | Ronnie Baker        | Estats Units        | 18 febrer 2018           | Albuquerque      | [ 4 ]  |
| 4    | 6.41      | Andre Cason         | Estats Units        | 14 febrer 1992           | Madrid           |        |
| 5    | 6.42      | Dwain Chambers      | Regne Unit          | 7 març 2009              | Torí             |        |
| 5    | 6.42      | Su Bingtian         | R.P. de la Xina     | 3 març 2018              | Birmingham       | [ 5 ]  |
| 7    | 6.43      | Tim Harden          | Estats Units        | 7 març 1999              | Maebashi         |        |
| 8    | 6.44      | Asafa Powell        | Jamaica             | 18 març 2016 (sèrie 1)   | Portland         | [ 6 ]  |
| 8    | 6.44      | Asafa Powell        | Jamaica             | 18 març 2016 (semifinal) | Portland         | [ 7 ]  |
| 9    | 6.45      | Bruny Surin         | Canadà              | 13 febrer 1993           | Liévin           |        |
| 9    | 6.45 A    | Leonard Myles-Mills | Ghana               | 20 febrer 1999           | Colorado Springs |        |
| 9    | 6.45 A    | Terrence Trammell   | Estats Units        | 17 febrer 2001           | Pocatello        |        |
| 9    | 6.45      | Justin Gatlin       | Estats Units        | 1 març 2003              | Boston           |        |
| 9    | 6.45      | Ronald Pognon       | França              | 13 febrer 2005           | Karlsruhe        |        |
| 9    | 6.45 A    | Trell Kimmons       | Estats Units        | 26 febrer 2012           | Albuquerque      |        |
| 15   | 6.46      | Jon Drummond        | Estats Units        | 1 febrer 1998            | Stuttgart        |        |
| 15   | 6.46 A    | Marcus Brunson      | Estats Units        | 30 gener 1999            | Flagstaff        |        |
| 15   | 6.46      | Jason Gardener      | Regne Unit          | 7 març 1999              | Maebashi         |        |
| 15   | 6.46      | Tim Montgomery      | Estats Units        | 11 març 2001             | Lisboa           |        |
| 15   | 6.46      | Leonard Scott       | Estats Units        | 26 febrer 2005           | Liévin           |        |
| 20   | 6.47      | Linford Christie    | Regne Unit          | 19 febrer 1995           | Liévin           |        |
| 20   | 6.47      | Shawn Crawford      | Estats Units        | 28 febrer 2004           | Boston           |        |
| 20   | 6.47      | Dwight Phillips     | Estats Units        | 24 febrer 2005           | Madrid           |        |
| 20   | 6.47      | Lerone Clarke       | Jamaica             | 18 febrer 2012           | Birmingham       |        |
| 20   | 6.47      | James Dasaolu       | Regne Unit          | 15 febrer 2014           | Birmingham       | [ 8 ]  |
| 20   | 6.47      | Kim Collins         | Saint Kitts i Nevis | 17 febrer 2015           | Łódź             | [ 9 ]  |
| 20   | 6.47      | Trayvon Bromell     | Estats Units        | 18 març 2016             | Portland         | [ 10 ] |

Nota: Els següents atletes han vist anul·lades les seves marques per haver estat condemnats per dopatge:
| Temps (s) | Atleta      | Nació  | Data        | Lloc         | Ref    |
| --------- | ----------- | ------ | ----------- | ------------ | ------ |
| 6.41      | Ben Johnson | Canadà | 7 març 1987 | Indianapolis | [ 11 ] |

### Millors marques femenines
- Actualitzat febrer de 2019.[12]

| Pos. | Temps (s) | Atleta                  | Nació                   | Data           | Lloc         | Ref    |
| ---- | --------- | ----------------------- | ----------------------- | -------------- | ------------ | ------ |
| 1    | 6.92      | Irina Privalova         | Rússia                  | 11 febrer 1993 | Madrid       |        |
| 1    | 6.92      | Irina Privalova         | Rússia                  | 9 febrer 1995  | Madrid       |        |
| 2    | 6.95      | Gail Devers             | Estats Units            | 12 març 1993   | Toronto      |        |
| 2    | 6.95      | Marion Jones            | Estats Units            | 7 març 1998    | Maebashi     |        |
| 4    | 6.96      | Merlene Ottey           | Jamaica                 | 14 febrer 1992 | Madrid       |        |
| 4    | 6.96      | Ekaterini Thanou        | Grècia                  | 7 març 1999    | Maebashi     |        |
| 6    | 6.97      | LaVerne Jones-Ferrette  | Illes Verges Americanes | 6 febrer 2010  | Stuttgart    |        |
| 6    | 6.97      | Murielle Ahouré         | Costa d'Ivori           | 2 març 2018    | Birmingham   | [ 13 ] |
| 8    | 6.98      | Shelly-Ann Fraser-Pryce | Jamaica                 | 9 març 2014    | Sopot        | [ 14 ] |
| 8    | 6.98      | Elaine Thompson         | Jamaica                 | 18 febrer 2017 | Birmingham   | [ 15 ] |
| 10   | 7.00      | Nelli Cooman            | Països Baixos           | 23 febrer 1986 | Madrid       |        |
| 10   | 7.00      | Veronica Campbell-Brown | Jamaica                 | 14 març 2010   | Doha         |        |
| 10   | 7.00      | Dafne Schippers         | Països Baixos           | 13 febrer 2016 | Berlín       | [ 16 ] |
| 10   | 7.00      | Barbara Pierre          | Estats Units            | 12 març 2016   | Portland     | [ 17 ] |
| 14   | 7.01      | Savatheda Fynes         | Bahames                 | 7 març 1999    | Maebashi     |        |
| 14   | 7.01      | Me'Lisa Barber          | Estats Units            | 10 març 2006   | Moscou       |        |
| 14   | 7.01      | Lauryn Williams         | Estats Units            | 10 març 2006   | Moscou       |        |
| 17   | 7.02      | Gwen Torrence           | Estats Units            | 2 febrer 1996  | Nova York    |        |
| 17   | 7.02      | Christy Opara-Thompson  | Nigèria                 | 12 febrer 1997 | Gant         |        |
| 17   | 7.02      | Chioma Ajunwa           | Nigèria                 | 22 febrer 1998 | Liévin       |        |
| 17   | 7.02      | Philomena Mensah        | Canadà                  | 7 març 1999    | Maebashi     |        |
| 17   | 7.02 A    | Carmelita Jeter         | Estats Units            | 28 febrer 2010 | Albuquerque  |        |
| 17   | 7.02      | Tianna Madison          | Estats Units            | 11 febrer 2012 | Fayetteville |        |
| 17   | 7.02 A    | Javianne Oliver         | Estats Units            | 18 febrer 2018 | Albuquerque  | [ 4 ]  |
| 17   | 7.02      | Marie-Josée Ta Lou      | Costa d'Ivori           | 20 febrer 2019 | Düsseldorf   | [ 18 ] |
| 25   | 7.03      | Anelia Nuneva           | Bulgària                | 22 febrer 1987 | Liévin       |        |
| 25   | 7.03      | Mujinga Kambundji       | Suïssa                  | 17 febrer 2018 | Magglingen   | [ 19 ] |

Nota: Els següents atletes han vist anul·lades les seves marques per haver estat condemnats per dopatge:
| Temps (s) | Atleta       | Nació        | Data        | Lloc     | Ref    |
| --------- | ------------ | ------------ | ----------- | -------- | ------ |
| 7.03      | Inger Miller | Estats Units | 7 març 1999 | Maebashi | [ 20 ] |